# Goldsmith
Goldsmith – miasto w Stanach Zjednoczonych, w stanie Teksas, w hrabstwie Ector. Położone na terenie obszaru statystycznego Odessa metropolitan area.

## Demografia

### Rasa
W 2020 miasto zamieszkiwało 236 osób, z czego ok. 83% mieszkańców Goldsmith było wyłącznie rasy białej, ok. 2% wyłącznie rasy czarnej, a ok. 4% było wyłącznie rdzennymi Amerykanami. Prawie 8,5% populacji należało jednocześnie do 2 ras, a niecałe 2% należało jednocześnie do 3 ras. W 2010 miasto zamieszkiwało 257 osób, z czego ok. 88% było wyłącznie rasy białej, mniej niż wyłącznie 1% rasy czarnej, a ok. 2% było wyłącznie rdzennymi Amerykanami. Niecałe 4% mieszkańców należało jednocześnie do 2 lub 3 ras. 